# Cahilty Lake
Cahilty Lake är en sjö i Kanada.   Den ligger i provinsen British Columbia, i den södra delen av landet, 3 300 km väster om huvudstaden Ottawa. Cahilty Lake ligger 1 562 meter över havet.
I omgivningarna runt Cahilty Lake växer i huvudsak barrskog. Trakten runt Cahilty Lake är nära nog obefolkad, med mindre än två invånare per kvadratkilometer.